# Ein Sommernachtstraum in unserer Zeit
Ein Sommernachtstraum in unserer Zeit ist ein deutscher Spielfilm aus dem Jahre 1914 von Stellan Rye, frei nach Motiven von William Shakespeares Ein Sommernachtstraum.

## Inhalt
Das Handlungsgerüst lehnt sich weitgehend an die Shakespeare‘sche Vorlage an, versucht aber, das Stück dem Theaterhaften zu entreißen und es mit den damals (1913) vorhandenen technischen Möglichkeiten (Spezialeffekte, Einbindung der Natur als Gestaltungselement, Bewegungsfreude der Darsteller) zuvörderst filmisch zu gestalten.
Die produzierende Bioscop annoncierte ihre Produktion 1913 wie folgt: „Die großen Verwandlungs-Szenen, der phantastische Spuk, den Shakespeare geträumt – hier im Filmdrama ist er zur Wirklichkeit geworden. Aber es sind nicht bloß Märchengestalten, sondern Menschen unserer Tage, die in den tollen Geisterreigen hineingerissen werden. So zeigt dieses Filmdrama, daß es für das Kino keine Unmöglichkeiten der Darstellungen mehr gibt und daß auch der phantastischste Einfall eine festumrissene Form und Gestalt einnehmen kann.“

## Produktionsnotizen
Ein Sommernachtstraum in unserer Zeit entstand im Sommer 1913, kurz nach dem Stummfilmklassiker „Der Student von Prag“, der den Beginn der fruchtbaren Zusammenarbeit zwischen Stellan Rye und seinem Autoren Hanns Heinz Ewers markierte, und einem weiteren phantastischen Rye/Ewers-Stoff: „Die Augen des Ole Brandis“. In allen drei Filmen verkörperte die Reinhardt-Darstellerin Grete Berger die weibliche Hauptrolle.
Gedreht wurde im Bioscop-Atelier in Neubabelsberg, die Außenaufnahmen entstanden bei Lübbenau/Spreewald. Grete Berger, die unmittelbar zuvor am Deutschen Theater den Puck in der Reinhardt-Inszenierung vom Sommernachtstraum gespielt hatte, stellte auch in dieser Filmfassung den Hofnarren Oberons dar.
Der vieraktige Streifen passierte die Berliner Filmzensur am 23. Oktober 1913 und war zu diesem Zeitpunkt 1395 Meter lang. Während des Ersten Weltkriegs lief Ein Sommernachtstraum in unserer Zeit in einer leicht gekürzten Fassung von 1299 Metern. Nach dem Kriege erfuhr der Film eine radikale Kürzung auf 958 Metern und wurde in diesem Zustand auch jugendfrei gegeben. In Österreich wurde der Film bereits Ende Dezember 1913 aufgeführt, in Deutschland sind erste Aufführungen ab Mitte Januar 1914 nachweisbar.
Das Gros der Aufnahmen wurden zur Mittagszeit angefertigt, die Schauspieler agierten ungeschminkt. Das führte zu expressionistisch anmutenden Licht-und-Schatten-Wirkungen. Die Natur mit Wind und Wetter wurde intensiv in die Filmhandlung mit einbezogen, die Darsteller erschienen oft in Großaufnahmen und agierten vor der Kamera in ständiger Bewegung.
Der Film gilt als verschollen, lediglich einige Standbilder haben die Kriege überstanden.

## Rezeption
Bereits während der Dreharbeiten wurde von dem mehrfach Film berichtet, Artikel erschienen u. a. in Lichtbild-Bühne Nr. 28 und Nr. 39 sowie in Der Kinematograph Nr. 342 (alles 1913).
Hanns Heinz Ewers sah das von ihm verfasste Werk als Weiterentwicklung des phantastischen Kinos – ein Filmgenre, das er und Rye mit „Der Student von Prag“ kurz zuvor aus der Taufe gehoben hatte – und dessen technischer Möglichkeiten, wollte aber seine Geschichte auch in der urdeutschen Tradition des Märchens verankert wissen. In „Das Lichtbild-Theater“ schrieb er:

„Im ‘Sommernachtstraum‘ habe ich dann die spezifischen Ausdrucksmöglichkeiten des Kinos nach jeder Richtung hin erprobt und gezeigt, wie im Filmdrama die tollsten Verwandlungsszenen und Märchenstimmungen zur Wirklichkeit werden. Während die Bühne die Träume des Dichters nur unter Aufgebot szenischer Mittel auszudrücken vermag, nimmt im Kino ein phantastischer Einfall konkrete Form und Gestalt an, und zwar in einer Weise, daß der Beschauer den Eindruck absoluter Naturwahrheit empfängt.“

Wiens Neue Freie Presse urteilte in der Ausgabe vom 4. Januar 1914 kurz: „Die Autoren haben mit diesem Stück ein lustiges Mondnachtspiel voll Schabernack und Uebermut geschaffen.“